# 山形県立遊佐高等学校
山形県立遊佐高等学校（やまがたけんりつ ゆざこうとうがっこう）は、山形県飽海郡遊佐町遊佐字堅田にある県立高等学校。

## 設置学科
- 総合学科

## 沿革
- 1927年 - 遊佐実業公民学校設立
- 1948年 - 学制改革により山形県立遊佐高等学校に改称
- 1955年 - 農業科設置
- 1957年 - 家庭科設置
- 1967年 - 家庭科廃止、生活科設置
- 1977年 - 農業科募集停止
- 1978年 - 現在地に移転
- 1985年 - 生活科を園芸家政科に改称
- 1988年 - 園芸家政科募集停止
- 1990年 - 園芸家政科閉科で普通科単独校になる
- 2015年 - 全県学区の総合学科を設置
- 2018年 - 全国募集を開始

## 部活動
- 男子バスケットボール部、陸上競技部、総合運動部、ソーラン部、ビジネスライセンス部、美術部、遊佐みらい部

## 卒業生
- 早瀬あや（ファッションモデル、レースクイーン）[1]

## 不祥事
- 2025年（令和7年）2月に1年生19人全員分の名前や住所、家族構成などが含まれた生徒調査票を紛失した。学校側は、資料の管理に甘さがあった。生徒や保護者に申し訳ないとコメントしている。[2]学校側は盗難の可能性もあるとして警察に盗難届を提出した。[3]

## 最寄り駅
- JR羽越本線遊佐駅より徒歩10分